# Гонносфанадіга
Гонносфанадіга, Ґонносфанадіґа (італ. Gonnosfanadiga, сард. Gonnosfanàdiga) — муніципалітет в Італії, у регіоні Сардинія,  провінція Медіо-Кампідано.
Гонносфанадіга розташована на відстані близько 420 км на південний захід від Рима, 50 км на північний захід від Кальярі, 22 км на захід від Санлурі, 8 км на північний захід від Віллачідро.
Населення — 6693 особи (2014).
Щорічний фестиваль відбувається 4 грудня. Покровитель — Santa Barbara.

## Демографія
Населення за роками:

Станом на 1 січня 2023 року в муніципалітеті офіційно проживало 38 іноземців з 11 країн, серед них 18 громадян країн Євросоюзу та 4 громадяни України.

## Сусідні муніципалітети
- Арбус
- Домузновас
- Флумінімаджоре
- Гуспіні
- Пабіллоніс
- Сан-Гавіно-Монреале
- Віллачідро